# František Drtikol
František Drtikol (3. března 1883 Příbram – 13. ledna 1961 Praha) byl český fotograf tvořící v letech 1901 až 1935, příležitostně se věnoval i grafice a překladatelství. Proslavil se zejména svými portréty a akty ve stylu pozdní secese, později ovlivněné kubisticko-futuristickými prvky. Je řazen k nejúspěšnějším českým klasikům fotografie aktu všech dob. Je znám také svou duchovní praxí východních učení, Bhagavadgity a buddhismu, a je označován za zakladatele českého buddhismu.
Drtikolův život románově zpracoval Jan Němec v díle Dějiny světla (2013).

## Život
| „ | Jmenuji se Drtikol. Drtil jsem kola, která mě svírala. Jsem fotograf. Fotografoval jsem světlem. Píši do duší lidem světlem poznání. | “ |

### Dětství a mládí

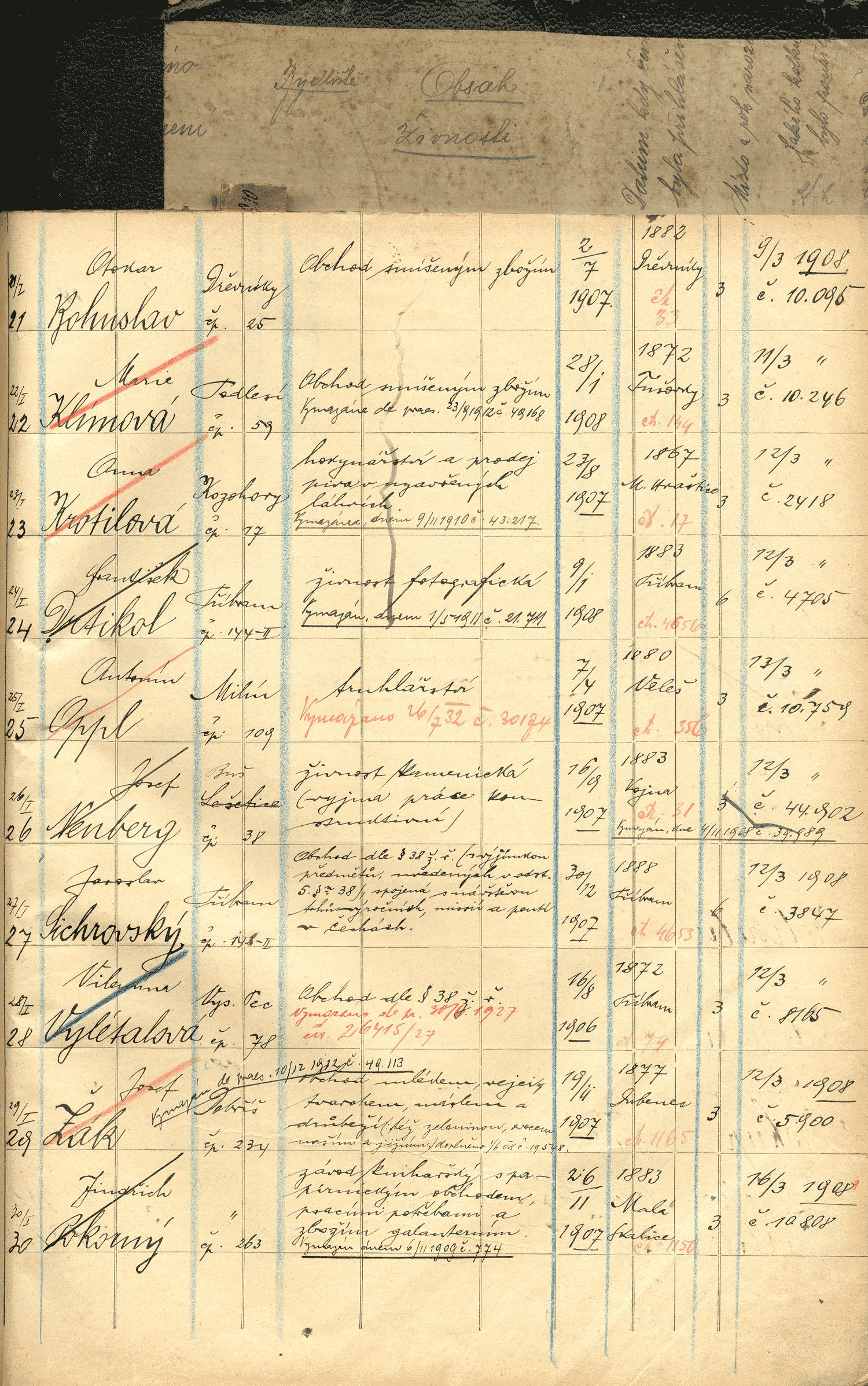
Záznam v rejstříku o ohlášení fotografické živnosti Františka Drtikola 1908 (SOkA Příbram)

Narodil se 3. března 1883 v Příbrami v rodině drobného obchodníka jako nejmladší ze tří dětí Františka Drtikola a jeho ženy Marie, rozené Opplové. Po studiích na místním gymnáziu se vyučil fotografem v příbramském fotografickém ateliéru Antonína Mattase. Významným krokem pro jeho další rozvoj bylo studium na odborné fotografické škole Učebním a výzkumném ústavu pro fotografii v Mnichově v letech 1901 až 1903. Tato bavorská metropole byla v té době prostoupena secesí, která studium ovlivnila. Po jejím ukončení získával zkušenosti v ateliérech v Německu, ve Švýcarsku a v Čechách. Po tříleté vojenské službě v roce 1907 založil v Příbrami svůj první vlastní fotografický ateliér, jehož provoz ovšem z finančních důvodů musel po třech letech ukončit. V roce 1912 si otevřel nový ateliér v Praze ve Vodičkově ulici. Zde se specializoval na portrétní fotografii a brzy dosáhl v tomto oboru značného uznání.

### Fotografická kariéra

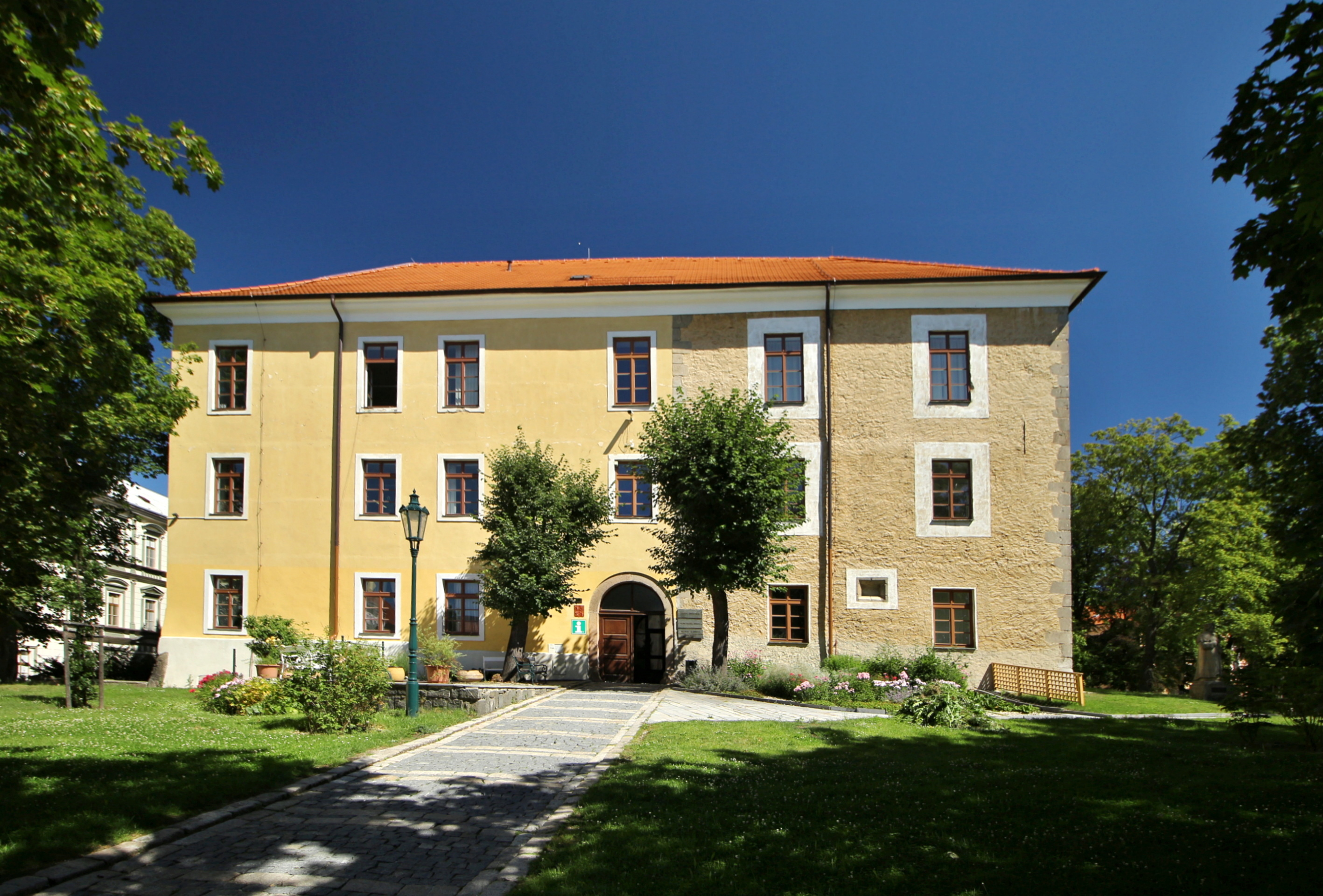
Galerie Františka Drtikola v příbramském Ernestinu

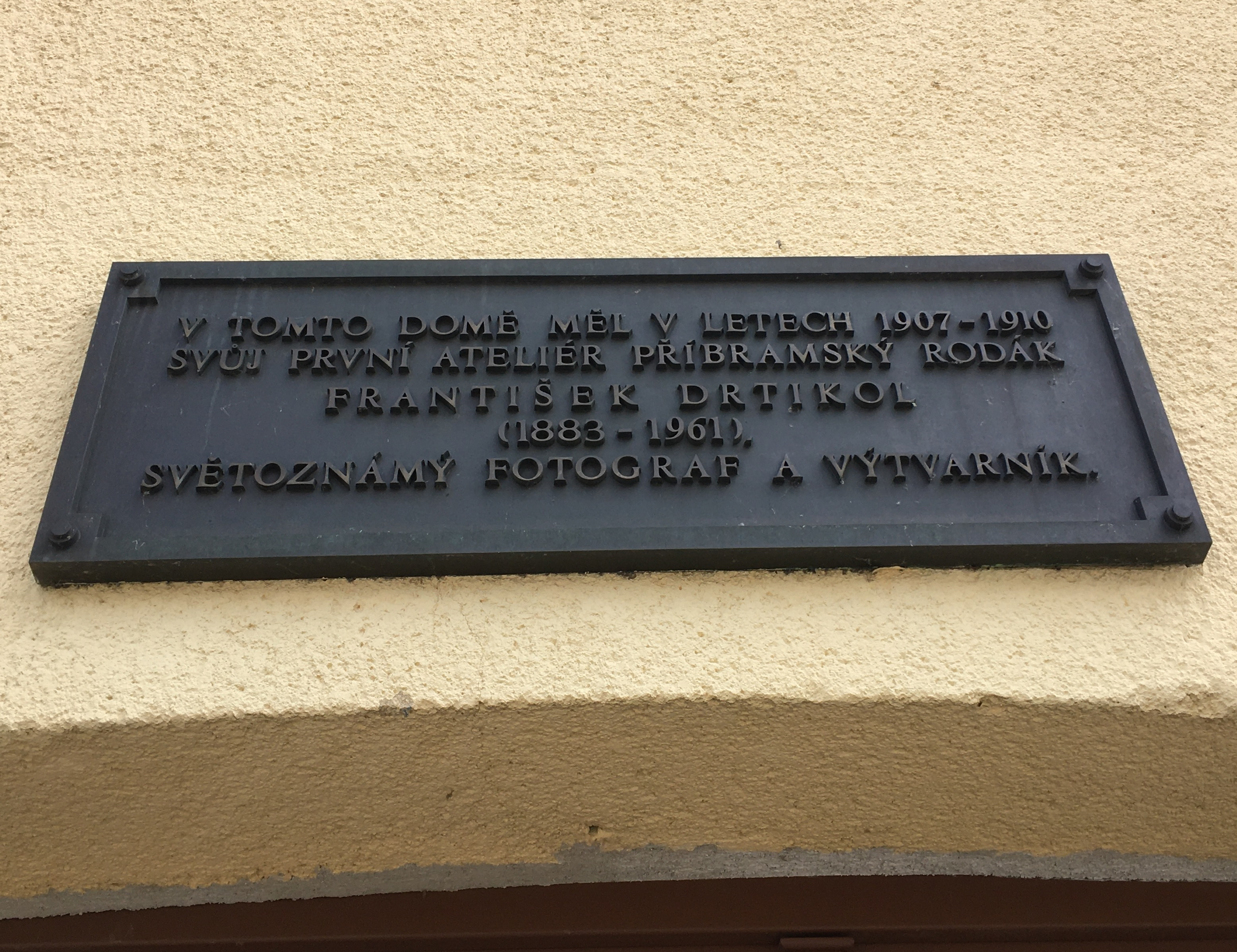
Pamětní deska na domě č.p. 144 na Václavském náměstí v Příbrami

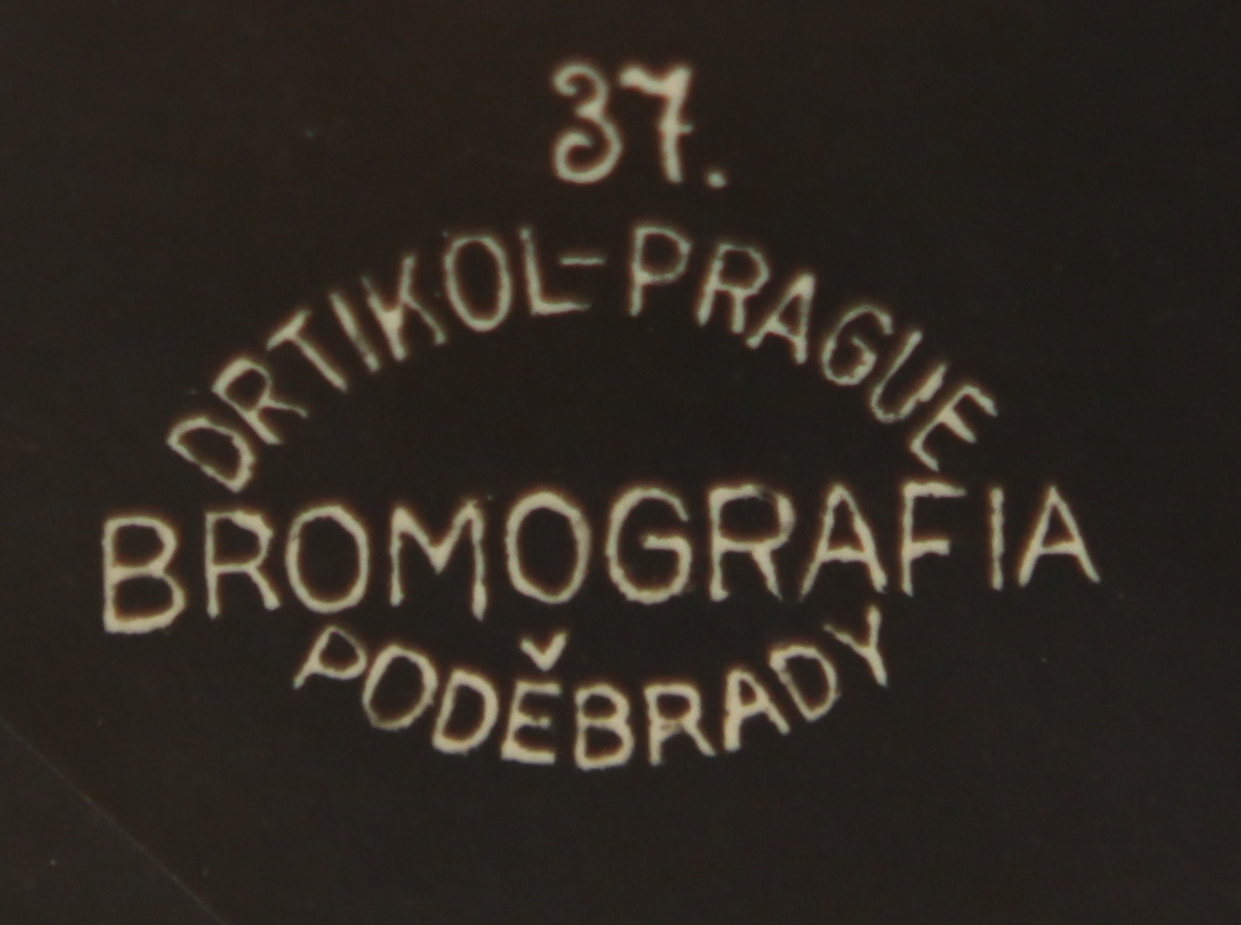
Logo, které na Drtikolovy snímky tiskla společnost Bromografia Poděbrady

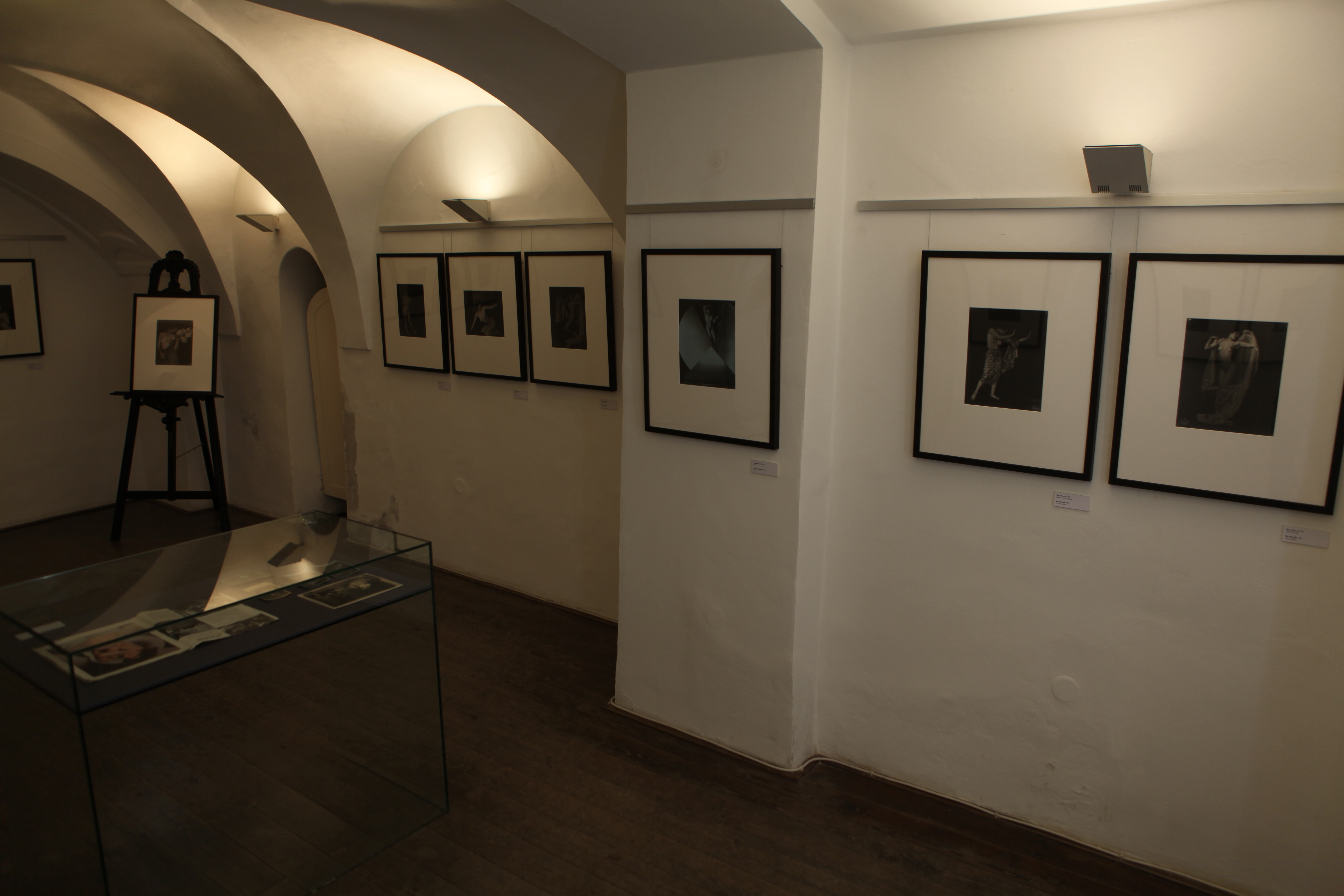
Výstava Františka Drtikola Bromografie v pražské Galerii Josefa Sudka, 2013

V roce 1911 se jeho společníkem stal Augustin Škarda, se kterým společně vydal album padesáti olejotisků s názvem Z dvorů a dvorečků staré Prahy. Jejich firma nesla název Drtikol a spol. a fungovala i během první světové války. V ní byl Drtikol nasazen na frontu, zatímco ateliér byl pod Škardovým vlivem. Drtikol v této době nefotografoval, zabýval se především kresbou a psal. Historička umění Anna Fárová označila Drtikolovy válečné texty jako epistolární román.
Po svém návratu Drtikol portrétoval mj. T. G. Masaryka, Edvarda Beneše, Leoše Janáčka, Alfonse Muchu, Emu Destinnovou, Jakuba Demla, Antonína Sovu, Josefa Svatopluka Machara, Aloise Jiráska, Josefa Suka, Bohuslava Martinů, Eduarda Vojana, Maxima Gorkého, Paula Valéryho či Rabíndranátha Thákura v ateliéru na nároží Vodičkovy a Jungmannovy ulice č. 730. Ateliér se stal centrem uměleckého dění Prahy. V roce 1921 Škarda z firmy odešel, ale již o rok dříve se firma vrátila k názvu Drtikol.
V jeho ateliéru s ním pracovali učedníci a laboranti, z nichž nejslavnějším se stal Jaroslav Rössler, který se v jeho ateliéru v letech 1917–1921 vyučil a pracoval zde až do roku 1926. V té době měl v ateliéru silný vliv na atmosféru. Jeho žákem v první polovině 30. let byl také fotograf Josef Větrovský.
Již od roku 1911 se Drtikolovy fotografie začaly objevovat na fotografických výstavách v Čechách a o několik let později i v zahraničí. Ve stejném období začaly významné české i světové časopisy publikovat jeho dílo. Ve 20. a 30. letech 20. století byl nejznámějším českým fotografem, uznávaným i v zahraničí. V roce 1922 měl první samostatnou výstavu v Uměleckoprůmyslovém muzeu a o tři roky později získal cenu Grand Prix na Mezinárodní výstavě moderního dekorativního a průmyslového umění v Paříži. Z druhé poloviny 20. let pocházejí Drtikolovy snímky ovlivněné stylem art deco, který si po svém inovoval. V této době vyšla také v Paříži první fotografická edice Les nus de Drtikol (1929).
Přes světový věhlas, který jeho dílo mělo, se Drtikolův ateliér v období světové hospodářské krize po roce 1930 se potýkal s existenčními problémy, pořádal dokonce kurzy pro fotoamatéry. V té době vznikly zápisky ke knize Oči široce otevřené, kterou věnoval fotografickému umění. V roce 1935 svoji fotografickou činnost ukončil. Prodal svůj ateliér a s výjimkou let 1945–1946, kdy vyučoval fotografii na Státní grafické škole v Praze, se fotografii nevěnoval. Méně publikovanou verzí ohledně uzavření ateliéru je, že ve skutečnosti šlo o zásah ze strany úřadů kvůli Drtikolovým aktům nezletilých dívek, nikoliv tedy pouze o často uváděné ekonomické důvody. Toto svědectví vyplulo po letech na povrch od předsedy české větve Theosofické společnosti a Drtikolova přítele, profesora M. Lžičky.[zdroj?] Lžička se s Drtikolem dobře znal a do jeho ateliéru často docházel.
V roce 1938 vyšla jeho fotografická monografie Žena ve světle, která obsahovala 46 aktů; od té doby Drtikol začal postupně předávat své fotografie a kresby (více než 5000 kusů) do muzejních sbírek.
Drtikol se odstěhoval do ústraní pronajaté vily na Spořilově a vrátil se opět k malbě, plně se též věnoval duchovním naukám, meditaci, překladům a především pak buddhismu a svým žákům.

### Stáří v ústraní a angažmá v KSČ
Krátce po druhé světové válce se začal, k překvapení svého okolí (Bedřich Hejhal, Jaroslav Kočí aj.), angažovat politicky. V roce 1945 vstoupil do Komunistické strany Československa. Drtikolův žák Zdeněk Jaroš uvádí: "Drtikolovo členství v KSČ – to bylo dáno jeho velikým a otevřeným srdcem, umožňovalo mu to dobrovolnou obětavou práci pro blaho ostatních. A že zrovna KSČ? – Ta tohle všechno nabízela, taková byla doba."
Jak sám Drtikol píše ve svém životopise, jež podával pro přijetí do Svazu československých výtvarných umělců v roce 1948, sám se aktivně účastnil převratu v únoru 1948 na straně komunistů; citace: „V únorových událostech jsem hlídal spořilovský sekretariát a rozepisoval jsem službu a kontroloval, zda určené hlídky službu nastoupily. Sám jsem samozřejmě též hlídkoval a několikráte jsem držel službu po celou noc“.
Ve straně zůstal až do své smrti v roce 1961. Rovněž vstoupil do Svazu československo-sovětského přátelství a v roce 1948 se stal členem Svazu československých výtvarných umělců. Studium filozofie, a to jak západní, tak východní, a meditativní život zůstaly i nadále jeho zájmem. V době od 1944 do 1961 k němu docházel jeho žák Evžen Štekl, jemuž se jako jedinému z žáků povedlo zachovat jeho učení a předat je dalším žákům. Díky němu a jeho žákům dnes můžeme poznat Drtikolovo učení – buddhistickou kundaliní jógu v nezměněné podobě.

### Soukromý život

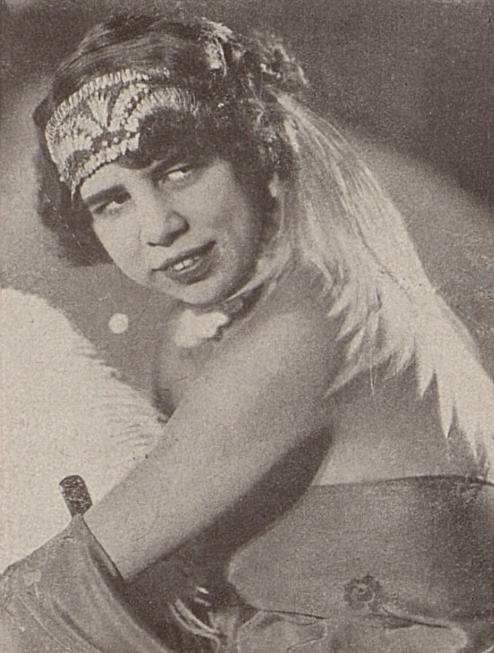
Ervína Kupferová, Drtikolova manželka

Před první světovou válkou a během ní se Drtikol dvořil o dvanáct let mladší Elišce Jánské, z války jí napsal mnoho dopisů, které byly v roce 2001 vydány knižně v díle Deníky a dopisy z let 1914–1918. Jánskou získal Drtikol k opakovaným návštěvám v ateliéru – pózovala například pro cyklus Před plesem.
Drtikolovu tvorbu inspirovala i jeho první žena Ervína Kupferová, výrazová tanečnice, která vystupovala jako host i v Národním a Vinohradském divadle. Byla Drtikolovým modelem od roku 1919 a jeho ženou v letech 1921–1926. Z jejich vztahu se narodila dcera Ervína. Po pěti letech bylo manželství rozvedeno, Ervína Kupferová odjela do Ruska na angažmá Charkovského divadla, odkud se vrátila až v roce 1933. Dcera Ervína se se svým otcem setkala pouze několikrát až v 50. letech.
V roce 1942 se oženil podruhé – s Jarmilou Rambouskovou, svou žákyní. V roce 1959 mu zemřela manželka. Jeho zdravotní stav mu již nedovoloval samostatný pohyb, byl upoután na lůžko a odkázán na pohyb pouze na vozíku. Po smrti jeho manželky se o něj starala Anna Soukupová, jeho poslední žačka. Obklopen svými žáky žil ve vile na Spořilově až do své smrti v roce 1961. Je pohřben v rodné Příbrami na Městském hřbitově "na Panské louce".

### Buddhistické učení
Od svého příchodu do Prahy se věnoval duchovním naukám, józe a především buddhismu. Prováděl meditační praxi a studoval staré texty, jež později také přeložil do češtiny. Jako první přeložil do češtiny nejen mnohá díla klasického buddhismu, mahájánová a vadžrajánová, ale také díla taoistická a například i množství upanišád, Šankaru, Eckharta a další. Mezi přeloženými díly byly také Střední nauka Nágardžuny, Dharma teorie či Tibetské knihy mrtvých. Jako vůbec první u nás se sám prakticky zabýval tibetským buddhismem, který také učil a překládal. Po určitou dobu byl členem českého Theosofického spolku, tvořícího součást Theosofické společnosti, a přátelský vztah navázal také se zakladatelem anthroposofie Rudolfem Steinerem. Tento domnělý vztah se nezakládá na pravdě a byl vyvrácen.
Na konci roku 1928 prý Drtikol dosáhl nirvány. V jednom dopise o tom píše takto: „A byl jsem vše a vše jsem žil, právě (proto), že jsem byl absolutní Nic.“ Jeho žák, František Hein, se ho na to po mnoha letech zeptal: „Kdy jsi Toho dosáhl plynule?“ A Drtikol mu odpověděl: „Myslím, že to bylo v devětadvacátém a stalo se mně to na Václavském náměstí. A už To neodešlo...“
| „                                  | Jinak hleďte co nejdříve na moji formu zapomenout, ale nezapomeňte, co jsem vás všechny učil. Slova, která jsem mluvil, ať ve vás obživnou. Jinak mě nikde nehledejte – jsem všude – také tedy ve vás – v Učení. | “ |
| — Poslední vůle Františka Drtikola | |   |

Živý odkaz Drtikolova učení – buddhistickou kundaliní jógu – Učení Fráni Drtikola zachovali pouze jeho žáci Evžen Štekl a František Hein. Po vzoru předávání učení z mistra na žáka pokračuje jeho učení i v současnosti prostřednictvím Jana Lípy.
Josef Studený, Guru Nauky Květoslava Minaříka, o tom hovořil: "Drtikol podle těch textů uskutečnil vysoké poznání … vychoval čtyři žáky, z nichž zůstal jen Evžen Štekl. Evžen Štekl zase vychoval čtyři žáky, z nichž jeden zůstal jako představitel – jmenuje se Lípa, mladý člověk, Jan Lípa." Dalšími byli Pavel Šolc, Antonín Šlechta a nakladatel Stanislav Doležal (největší znalec života a díla Františka Drtikola).

#### Připomenutí Drtikolova duchovního odkazu
Drtikolovo duchovní dílo a učení uchovává i rozvíjí Dokumentační centrum českého hermetismu. Akce většinou pořádají Drtikolovi žáci – Petr Kalač s Janem Lípou, Mistrem Učení Fráni Drtikola, jenž je držitelem svolení k předávání tohoto učení od předchozího duchovního mistra a Drtikolova pokračovatele, Evžena Štekla (1921–2001).

## Fotografické dílo
Drtikol se proslavil jako fotograf portrétů a aktů, jeho dílo je však mnohem širší. Jeho rané stádium bylo ovlivněno piktorialismem. Ve své tvorbě ovlivněné pozdní secesí zprvu zasahoval do svých fotografií a pomocí retuší či domalováváním pozadí je dotvářel. V pozdější době se přiklonil k takzvané čisté fotografii a výsledný obraz tvořil pouze pomocí světel a rekvizit ve svém ateliéru. V posledním období své fotografické tvorby se odklonil od fotografování živých modelů a vytvářel stylizované papírové postavičky, jejichž fotografování mu lépe umožňovalo realizovat jeho představu výsledného obrazu.
Významným prvkem rané Drtikolovy fotografické tvorby bylo používání ušlechtilých tisků, uplatňoval zásahy do negativu nebo malovaná pozadí. Pro dosažení maximálního výtvarného účinku kromě používání gumotisku, uhlotisku a olejotisku experimentoval Drtikol s mnoha dalšími technikami, které ho vedly k vývoji vlastní patentované techniky půltónové fotolitografie. Jeho ženy měly podobu jak zasněných víl symbolismu s radostným prožitkem života a erotiky, tak osudových žen, v nichž se mísila symbolika sexu a smrti.
V období od 1907 do 1909 za působení v Příbrami vznikly kromě portrétů a aktů také krajinářské studie a soubor z příbramských dolů na stříbro. Horníky, haldy a rudné štoly fotografoval ve stejné době, kdy v témže prostředí dělal první pokusy jeho přítel – o něco mladší příbramský malíř a filosof Karel Hojden. V roce 1911 vydal album padesáti volných listů olejotisků Z dvorků a dvorečků staré Prahy, kde zachytil krásu mizejících pražských zákoutí. Po roce 1921 ve fotografii aktu Drtikol členil plochy ve formě stínů a dekorace geometrických tvarů, melancholie byla vystřídána dynamikou a akcí (modelky nahradily tanečnice), místo ušlechtilých tisků používal více bromostříbrné fotografie.
V polovině dvacátých let vznikly desítky zásadních děl, skrývajících se pod prostými názvy Studie, Akt a Kompozice (zahrnují i několik mužských aktů). V závěru desetiletí vznikl soubor fotografií s jednotným názvem Krok a k obdobně radikálním dílům patří kompozice s provazy; řada fotografických studií, které nebyly určeny k veřejné prezentaci – jsou mezi nimi i experimentální pohybové studie, související s pokusy o filmový záznam aktů; některé fotografické studie pracovaly i s několikanásobnou expozicí.
Na konci 20. let se Drtikolovy životní priority změnily, stále více se přikláněl k osobní duchovní cestě, byl unaven z ateliérové práce a špatné ekonomické situace podniku – to vše mělo vliv na Drtikolovo fotografické dílo stále více se zaměřující na subjektivní autorovu výpověď o tom, co znamená „žít Boží myšlenku“. Práce tohoto období je řazena do kontextu imaginativní linie českého umění 30. let 20. století. Tehdy vznikl klíčový soubor Svět duše.
Ve třicátých letech se odpoutal od živých modelů a věnoval se symbolickým námětům za použití neživých figur, případně vystřižených fotografií za rafinovaného použití světla. Šlo o naprostý protiklad k dosavadní tvorbě, Drtikol sám označil tato díla jako „fotopuristická“.
V roce 1938 vyšla jeho fotografická monografie 46 aktů Žena ve světle.
Jeho fotografie jsou také součástí sbírky Fotografis, která byla představena na začátku roku 2009 v Praze.

## Samostatné výstavy
- 1972 Fotograf František Drtikol: Tvorba z let 1903 – 35. Uměleckoprůmyslové museum, Praha
- 1973 František Drtikol: Fotografie. Dům pánů z Kunštátu, Brno
- 1974 František Drtikol: Fotografie z mladosti 1901 – 1912. Komorná galéria fotografie při mestskom Dome kultúry a osvety v Bratislavě
- 1988  František Drtikol: Fotografie. Okresní kulturní středisko, Liberec
- 1988 František Drtikol: Fotografie. Galerie Jaroslava Gruse, Pardubice
- 1989 František Drtikol: Fotografie. Galerie 4 – Galerie fotografie, Cheb
- 1989 František Drtikol. Dům kultury ROH, České Budějovice
- 1990 Frantisek Drtikol: Photographies. 1883 – 1961, Galerie Robert Heitz
- 1991 František Drtikol (1883 – 1961). Jacques Baruch Gallery, Chicago
- 1991 František Drtikol: Vintage Photographs, Drawings & Lithographs 1911 – 1935, Howard Greenberg Gallery, New York
- 1994 František Drtikol. Pražský dům fotografie, Praha
- 1998 František Drtikol: Fotograf, malíř, mystik. Galerie Rudolfinum, Praha
- 1999 František Drtikol: Photographies des années 1901-1914 et l album Les cours et courettes du Vieux Prague, Fondation Neumann. Gingins
- 2000 František Drtikol: Malíř. Galerie Vltavín, Praha
- 2000 František Drtikol: Fotografie z let 1901 – 1914 a album Z dvorů a dvorečků staré Prahy. Uměleckoprůmyslové museum, Praha
- 2000 Fotograf František Drtikol. Galerie Františka Drtikola, Příbram
- 2001 Fotografie Františka Drtikola. Ateliér Josefa Sudka, Praha
- 2001 Deníky Františka Drtikola. Památník národního písemnictví, Praha
- 2004 František Drtikol: Fotografie z let 1918 – 1935. Uměleckoprůmyslové museum, Praha
- 2004 František Drtikol: Oči široce otevřené. Galerie Františka Drtikola, Příbram
- 2009 Fotograf / Photographer / Photographe František Drtikol (1883 – 1961), České centrum Brusel
- 2011 František Drtikol: Portréty hudebníků. České muzeum hudby, Praha
- 2012 František Drtikol: Nahá geometrie. GATE – Galerie a informační centrum, Praha
- 2013 František Drtikol: Bromografie / Bromografia prints. Galerie Josefa Sudka, Praha[24][25]
- 2013 František Drtikol: Grafická tvorba. Galerie Františka Drtikola, Příbram
- 2013 František Drtikol: Z fotografického archivu. Uměleckoprůmyslové museum, Praha
- 2013 František Drtikol: Matka země. Galerie Vltavín, Praha
- 2014 František Drtikol: Akty z let 1923-1929. Dům umění, Opava
- 2019 František Drtikol: Vše z nitra / grafická tvorba. Tibet Open House, Praha